# Alfonse Henry Heller
Alfonse Henry Heller (1894 – Managua, 1973) è stato un ingegnere e botanico statunitense di origine tedesca.

## Biografia
Dopo aver lavorato con successo nella sua impresa di ingegneria mineraria, a 62 anni si trasferì in Nicaragua, dove svolse attività di ricerca scientifica sulle fanerogame.
Morì per un infarto cardiaco nel 1973, mentre innaffiava il giardino della sua grande fattoria, sulle colline che dominano Managua.

## Opere principali
- Alfonso H. Heller, A New Odontoglossum from Nicaragua, Fieldiana: Botany. Vol. 1072 de Publication, Editor Field Museum of Natural History, 1969, 3 pp.
- Alfonso H. Heller, A New Eurystyles from Nicaragua, Fieldiana: Botany 31 (12) Editor Field Museum of Natural History, 1968, 3 pp.

### Libri
- Alfonso H. Heller, Donald R. Simpson, Louis O. Williams, Patricio Ponce de León, Sidney F. Glassman, Revision of the Genus Vascellum (Lycoperdaceae), Fieldiana: Botany. Editor Field Museum of Natural History, 1970, 17 pp.
- Alfonso H. Heller, et al., A Conspectus of the Palm Genus Butia Becc., Fieldiana: Botany 32 (1-16), Editor Field Museum of Natural History, 1970, 17 pp.
- Alfonso H. Heller, Three New Nicaraguan Epidendrums, Fieldiana: Botany 1053, Editor Field Museum of Natural History, 1968, 711 pp.

## Onorificenze
In suo onore sono state denominate le seguenti specie:
- (Orchidaceae) Dressleria helleri Dodson[3]
- (Orchidaceae) Telipogon helleri (L.O.Williams) N.H.Williams & Dressler[4]